# Cobb (Wisconsin)
Cobb è un comune degli Stati Uniti, situato in Wisconsin, nella Contea di Iowa.